# Missile de croisière naval
Le missile de croisière naval (MdCN) (anciennement appelé « SCALP Naval ») et parfois MCN, fait partie, avec le missile air-sol moyenne portée amélioré, l’Apache et le SCALP-EG, des missiles de croisière utilisés par l’armée française. Son développement par la société MBDA a commencé en 2006. Il est entré en service sur les frégates de la classe Aquitaine (les six premières FREMM) en 2015 et le premier tir par un sous-marin nucléaire d'attaque (SNA) de classe Suffren a lieu en octobre 2020.
Il offre une capacité de première frappe rapide, massive et coordonnée, ainsi qu’une complémentarité avec les missiles de croisière aéroportés. Ils sont utilisés pour la première fois lors de bombardements en avril 2018 contre des sites supposés de production et de stockage d'armes chimiques en Syrie.

## Historique
Avant le missile de croisière naval, la France ne pouvait utiliser des missiles de croisière que depuis les airs. Seuls quelques pays comme les États-Unis, le Royaume-Uni ou la Russie possèdent la capacité de lancer des missiles de croisière depuis la mer.
Le contrat de développement et de production du missile de croisière naval est notifié par la direction générale de l'Armement à MBDA en décembre 2006.
Le premier tir d’essai du MdCN, dans sa version à décollage vertical a été effectué avec succès le 28 mai 2010 depuis le centre d’essais de missiles de la direction générale de l’Armement (DGA EM) de Biscarrosse. Le premier tir sous-marin a eu lieu, lui, le 8 juin 2011, depuis une plateforme immergée simulant un lancement depuis un sous-marin, au large de l’île du Levant (DGA EM Méditerranée), l’un des deux autres sites d’expérimentations de la DGA.
Le premier tir complet d’un MdCN a été effectué avec succès le 9 juillet 2012, depuis le centre DGA EM de Biscarrosse. Lors de ce troisième tir de développement, tous les objectifs ont été atteints, notamment la validation de la phase terminale avec guidage autonome par reconnaissance de scène infrarouge, qui assure une très grande précision d'impact. Un quatrième tir de développement a été réalisé avec succès le 24 octobre 2012 depuis le centre DGA EM Méditerranée, à l’Île du Levant, en configuration sous-marine. Le dernier tir de qualification a été effectué le 27 octobre 2014, depuis le site de Biscarrosse, permettant de valider définitivement toutes les capacités du missile, et plus particulièrement sa portée opérationnelle.
Le 19 mai 2015, la frégate multimission Aquitaine a procédé avec succès au tir d’un MdCN au large de l’île du Levant. Selon la DGA, c'est la première fois qu’un bâtiment de surface européen tire un missile de croisière (des missiles Tomahawk ont déjà été tirés par le Royaume-Uni dans le passé, mais à partir de sous-marins).
Le 20 octobre 2020, le SNA Suffren effectue un premier tir.
Le 18 avril 2024, la frégate multimission Aquitaine et un sous-marin nucléaire d’attaque de classe Suffren ont, pour la première fois et avec succès, réalisé un tir simultané d’entraînement d'un missile de croisière naval sur une cible terrestre unique localisée au centre d'essais des Landes.

## Caractéristiques
Le missile de croisière naval reprend une grande partie de l’architecture fonctionnelle du SCALP-EG. Il a nécessité un certain nombre d’adaptations pour pouvoir être lancé depuis des plateformes navales, parmi lesquelles une structure cylindrique lui permettant d'être lancé par le système de lancement vertical Sylver A-70 ou un tube lance-torpilles de 533 mm, ainsi que l'ajout d’un accélérateur à carburant solide lui faisant acquérir rapidement sa vitesse de croisière après le lancement. La phase de vol est assurée par un turboréacteur à simple flux Microturbo TR 50 qui lui assure une portée supérieure à 1 000 km, double de celle du SCALP-EG, soit une allonge se rapprochant de celle du BGM-109 Tomahawk américain.
Pour être transformé en missile à changement de milieu pouvant être lancé depuis un sous-marin de classe Suffren (mis en service à partir de 2020), il est enfermé à l’intérieur d’une capsule hydrodynamique solide qui se brise dès l’instant où le missile fait surface.
La navigation repose sur un système de navigation inertielle (Thales Avionics), recalé en croisière par corrélation altimétrique (semblable au système TERCOM américain), et sur la réception d’un signal GPS. Le guidage final se fait grâce à un autodirecteur infrarouge (SELEX (en)).
Le MdCN est assemblé à l’usine de Selles-Saint-Denis de MBDA.

## Mise en service
Initialement, les frégates de la classe La Fayette devaient être équipées du système de lancement vertical Sylver A-70 leur permettant de lancer indifféremment des MdCN ou des missiles ASTER, mais le projet fut abandonné pour des raisons budgétaires, bien que l'emplacement soit resté disponible.
Le 29 décembre 2006, la DGA a passé une première commande de 50 unités de la version « surface » à MBDA, pour un montant de 560 millions d'euros, pour une livraison en 2012. Une deuxième commande a été passée en 2009 pour 150 exemplaires,, 100 destinés aux frégates de la classe Aquitaine et 50 aux SNA de la classe Suffren. Le coût du programme pour ces 200 missiles est de 1,153 milliard d'euros, avec un prix unitaire (hors développement) de 2,86 millions d'euros. La livraison des 60 premiers exemplaires a été reportée à 2015 en raison du décalage causé par le retard pris par la qualification opérationnelle du missile.
Le MdCN est opérationnel depuis 2015 sur les frégates de classe Aquitaine et depuis le 20 octobre 2020 sur le premier sous-marin nucléaire d'attaque de la classe Suffren.

## Doctrine d'emploi
Sur les bâtiments de la Marine nationale française, c'est le commandant qui a le contrôle des différents systèmes d'armes (Missiles Exocet, missiles Aster, torpilles, artillerie…). Ce n'est pas le cas du MdCN, puisqu'il est considéré comme une arme « stratégique ». La décision de l'emploi d'un MdCN est donc prise au plus haut sommet de l’État.

## Première utilisation en condition de guerre
Dans la nuit du 13 au 14 avril 2018, lors de l'opération Hamilton, la France utilise pour la première fois des missiles de croisière navals pour frapper des « sites de production et de stockage d'armes chimiques » en Syrie par décision commune avec les États-Unis et le Royaume-Uni.
Selon Jean-Dominique Merchet, six missiles auraient dû être tirés. Trois d'abord par la frégate Aquitaine, puis trois par la frégate Languedoc. Un problème technique semblerait avoir empêché le tir des trois premiers. Quand le problème a été résolu, le créneau de tir donné par la coalition était clos. À la date du 17 avril 2018, la Marine et les industriels concernés (Naval Group et MBDA) n'ont pas d'explications au fait que certains missiles ne sont pas partis à la suite d'« aléas techniques »,.

## Exportation
En 2015, le MdCN n’a pas fait l’objet de commandes à l’exportation. Le Royaume-Uni, qui avait collaboré avec la France pour le programme SCALP-EG, a choisi de commander 65 Tomahawk américains.
Les frégates de défense et d'intervention acquises par la Grèce, bien que pouvant potentiellement le lancer, n'en soient pas équipées.
Toutefois, la Pologne, qui veut acquérir de nouveaux sous-marins pour remplacer sa flotte vieillissante, exige que tout remplacement potentiel soit armé des missiles de croisière navals tels que le MdCN. Naval-Group a répondu avec son offre des sous-marins de la classe Scorpène avec des MdCN.

## Dérivé éventuel en version terrestre
Dans le cadre du programme « Frappe Longue Portée Terrestre » [FLP-T] lancé par la DGA et du programme qui réunit sept pays européens « European Long Strike Approach » [ELSA], le groupe MBDA associé à Safran propose de le décliner en version sol-sol, lors de l’édition 2024 du salon de l’armement aéroterrestre EuroSatory, face à une proposition concurrente réunissant ArianeGroup et Thales dérivée elle de l'A2SM. ELSA prévoit le développement et l’acquisition conjoints d’armements de précision longue portée. Des systèmes d’armes atteignant une portée supérieure à 1 000 km, dont les alliés européens sont dépourvus et pour laquelle l’OTAN demande un rattrapage à grande échelle.